# Alexandra Hill Tinoco
Juana Alexandra Hill Tinoco (San Salvador, 30 de enero de 1965) es una política y diplomática salvadoreña que se desempeña como ministra de Relaciones Exteriores de El Salvador desde el 1 de junio de 2019. 

## Biografía
Alexandra Hill Tinoco es la hija de Jaime Hill Argüello, quien fue presidente de la Fundación Antidrogas de El Salvador (Fundasalva) y regidor del concejo municipal de San Salvador. Tiene una licenciatura en ciencias políticas y estudios latinoamericanos de la Universidad de Boston y una maestría de la Escuela de Salud Pública Johns Hopkins Bloomberg, donde fue becaria del Instituto Nacional sobre el Abuso de Drogas Humphrey y se especializó en gestión de políticas públicas, prevención del consumo de drogas y tratamiento por abuso de drogas. 

### Trayectoria
Hill Tinoco trabajó como directora ejecutiva de Fundasalva, una organización no gubernamental enfocada en la prevención y el tratamiento del abuso de drogas. Fue miembro de la Comisión Interamericana para el Control del Abuso de Drogas en 2006 y dirigió la sección de Reducción de Drogas en 2012.
Hill Tinoco ha trabajado en la Organización de los Estados Americanos y con el Departamento de Estado de los Estados Unidos y la Oficina de las Naciones Unidas contra las Drogas. Junto con Elizabeth Lira, es autora del libro El otro rostro de la paz (1995). Hill Tinoco fue el primer nombramiento de gabinete anunciado por el presidente electo Nayib Bukele, en Twitter, en mayo de 2019.